# 约万·斯坦科维奇
约万·斯坦科维奇（羅馬化：Jovan Stanković，1971年3月4日—），塞尔维亚男子足球运动员，场上位置是中场。他曾代表南联盟参加2000年欧洲足球锦标赛，结果队伍止步八强赛。